# Armée de terre argentine
L’Armée argentine (Ejército Argentino en espagnol) est la composante terrestre des forces armées argentines. Sa création remonte aux années 1806 et 1807, lorsque les forces britanniques avaient envahi Buenos Aires, la capitale de l'Argentine. Elle comporte [Quand ?] exactement 52 556 hommes : 45 556 militaires et 7 000 civils. 5 449 sont des fonctionnaires, 22 118 des sous-officiers et 15 181 des soldats volontaires.
Son anniversaire a lieu le jour du 29 mai.

## Missions et objectifs
L'Armée argentine a pour objectifs :
- Protéger l'indépendance et la souveraineté du pays ;
- Protéger l'intégrité du territoire ;
- Protéger les ressources naturelles ;
- Protéger le peuple.

Elle peut aussi :
- Participer à des missions stratégiques pour la paix ;
- Fournir un soutien logistique dans la lutte contre le narcoterrorisme.

## Organisation
Le président est le commandant en chef de toutes les forces armées de la nation.
Le système de défense nationale est soumis aux dispositions de la Constitution.

## Infanterie

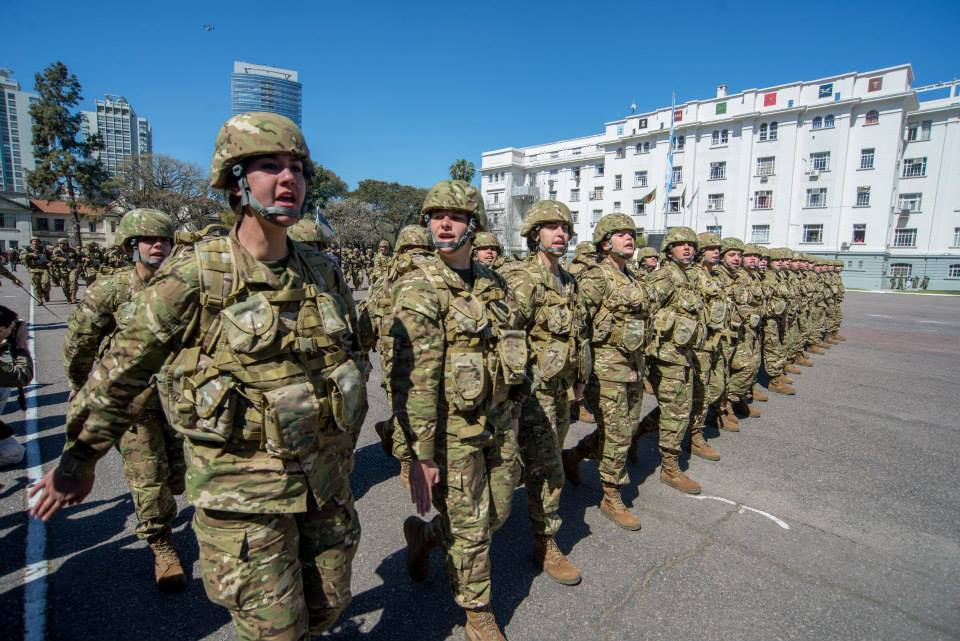
Soldats argentins en défilé militaire

### Armement
- MG 74 7,62 mm
- FN MAG 7,62 mm
- H&K P9S 9 mm
- M24 SWS 7,62 mm
- FMK-3 9 mm
- Browning M2 12,7 mm
- FN FAL 7,62 mm
- M-16 5,56 mm
- FARA 83 5,56 mm
- Carabine M4 5,56 mm
- Steyr AUG 5,56 mm
- IMI Galil 5,56 mm
- HK G41 5,56 mm
- FN FAP 7,62 mm
- FN Browning GP 9 mm
- H&K P9S 9 mm
- M72 LAW 66 mm
- AT-4 84 mm
- Mara 78 mm
- TOW 2
- Blowpipe (en)

## Véhicules de transport et de combat de l'infanterie
- M113A2
- TAM VCTP (es)
- AMX VCI

## Véhicules utilitaires
- Mowag Grenadier
- Mercedes-Benz MB 1112/1113/1114/1518
- Mercedes-Benz MB 1720
- Mercedes-Benz Unimog U-416/421/431
- Mercedes-Benz MB 230G
- Ford F-100 /F-350/ F7000
- Ford F-100
- Renault Kangoo
- Isuzu Trooper
- Kia Besta
- REO M109 (en)
- Chevrolet M-1008 (en)
- Lohr Fiader
- Hummer
- VLEGA Gaucho (es)
- Fiat 697
- 4K-4FA-SB20 Greif

## Blindés
- EE-T2 Osório (Char de combat)

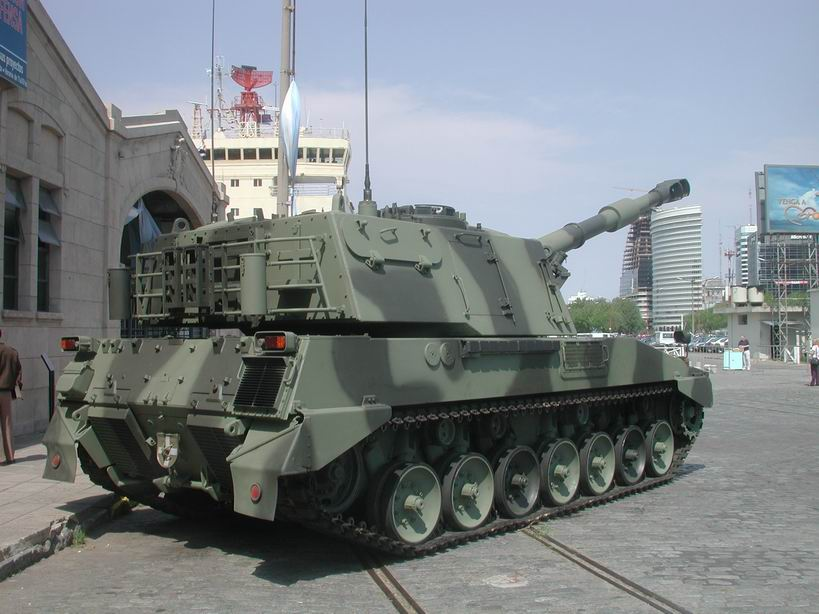
TAM VCA, version obusier automoteur de 155 mm

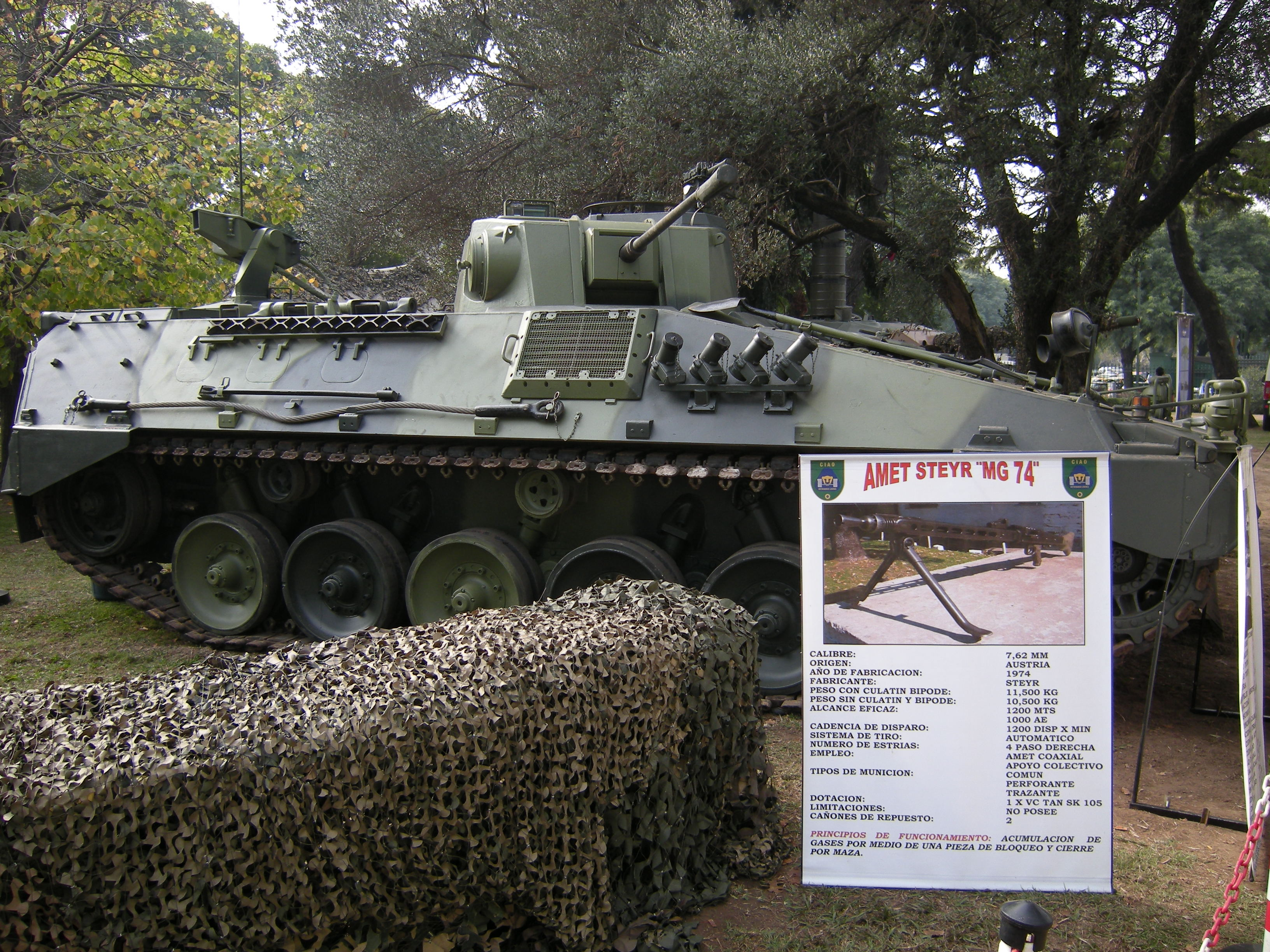
TAM VCTP, version véhicule de combat d'infanterie.

- TAM VCTP (Véhicule de combat d'infanterie)
- TAM VCA (es) (obusier automoteur de 155)
- TAM VCTM (Véhicule de combat Mortier)
- TAM VCPC
- TAM VCCDT
- TAM VC AMUN
- SK-105
- SB-20
- AMX-13
- AMX-13 VCI (Véhicule de combat d'infanterie)
- AMX-13 VCIPC
- AMX-13 VCICDT
- AMX-13 VCIBL
- M-113A2
- M-577A2
- M-106A2
- M-548A1
- Panhard AML-90 (Véhicule d'exploration)
- Mowag Grenadie (Véhicule d'exploration)

## Artillerie de campagne

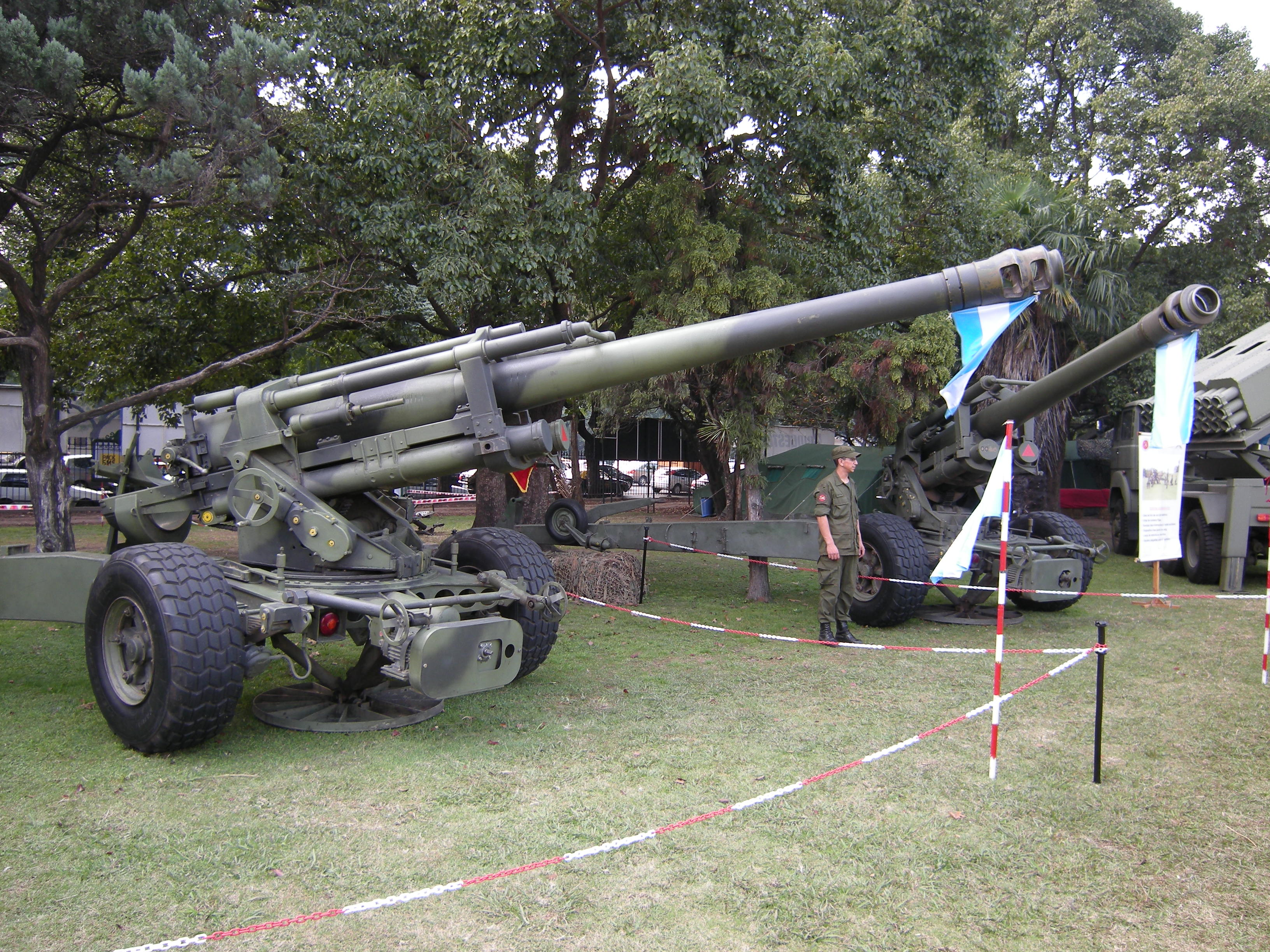
Canons CITER L33 de 155 mm, durant l'exposition de l'Ejército Argentino en 2008

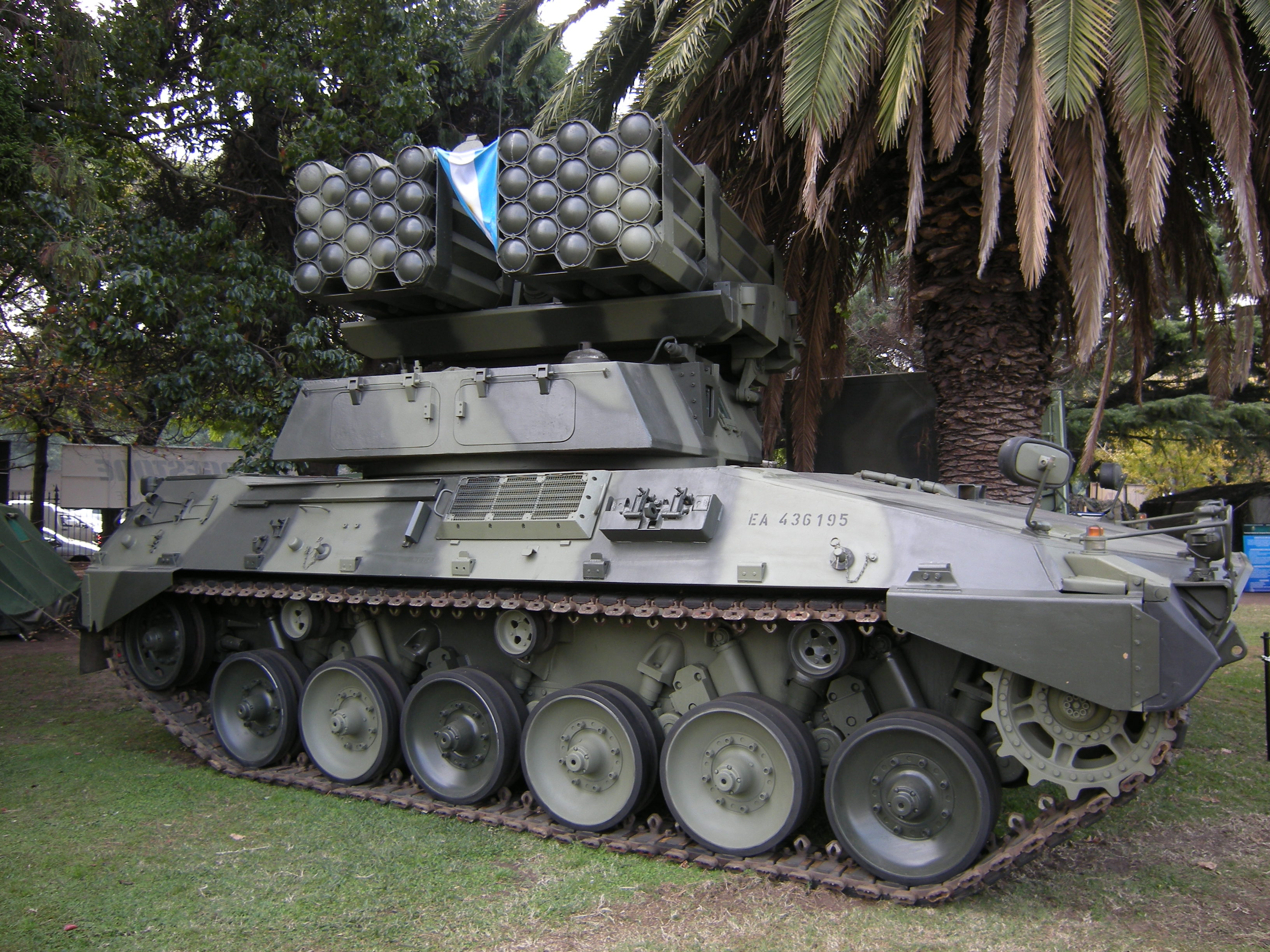
TAM VCLC armé de roquettes de 160 mm.

- TAM VCA (es) 155 mm
- AMX F3 Mc 155 mm
- CITER L33 155 mm (es)
- OTO Melara Mod 56 105 mm
- M101 105 mm
- M114 155 mm
- CALA 30 155 mm (en)
- SLAM Pampero (en)
- COP-30
- TAM VCLC
- Fusées d'artillerie System - SAPBA

## Artillerie antiaérienne
- - 25 canons antiaérien Oerlikon 20 mm sur M-113
  - 150 canons antiaérien Hispano-Suiza HS.831 30 mm 81,6 L
  - 30+ canons antiaérien Oerlikon 35 mm L 90, avec Skyguard
  - canons antiaérien Bofors 40 mm L 56,24 et L 60 L70?, avec Skyguard (hors service?)
  - missile de courte portée sol-air  Roland II
  - système de missiles Santa Barbara
- Radars
  - Surveillance radar d'alerte MK-II/AO
  - Système de conduite de tir Skyguard (de)
  - Système radar Roland
  - Fusées d'artillerie System - SAPBA

## Services
- Santé: Service de santé couvrant tous les aspects du traité des malades et des blessés de l'Armée ;
- La justice: est responsable de la conformité avec les règlements de l'Armée ;
- Groupes: groupes militaires, qui renforcent le moral du personnel ;
- Éducation physique: responsable de la physique et de la formation militaire des troupes ;
- Service religieux: les moyens militaires à une large diffusion des valeurs humaines et religieuses.

## Aviation
Les appareils en service en 2016 sont les suivants :
| Aéronefs                        | Origine            | Type                            | En service         | Versions           |                    |                    |
| Avion de transport              | Avion de transport | Avion de transport              | Avion de transport | Avion de transport | Avion de transport | Avion de transport |
| ------------------------------- | ------------------ | ------------------------------- | ------------------ | ------------------ | ------------------ | ------------------ |
| CASA C-212                      | Espagne            | Avion de transport              | 2                  |                    |                    |                    |
| Cessna 208 Caravan              | États-Unis         | Avion de transport              | 2                  |                    |                    |                    |
| Cessna Citation II              | États-Unis         | avion de transport de personnel | 1                  | Citation Bravo     |                    |                    |
| Fairchild Aerospace Merlin (en) | États-Unis         | avion de transport de personnel | 4                  | Merlin III/IV      |                    |                    |
| DHC-6 Twin Otter                | Canada             | avion de transport utilitaire   | 2                  |                    |                    |                    |
| Hélicoptère                     |                    |                                 |                    |                    |                    |                    |
| Bell UH-1 Iroquois              | États-Unis         | Hélicoptère de transport        | 49                 | UH-1H              |                    |                    |
| Aérospatiale AS332 Super Puma   | Union européenne   | Hélicoptère de transport        | 3                  |                    |                    |                    |
| Bell 206                        | États-Unis         | Hélicoptère d'entrainement      | 5                  |                    |                    |                    |
| Sud-Aviation SA315B Lama        | France             | Hélicoptère polyvalent          | 2                  |                    |                    |                    |
| Agusta A.109                    | Italie             | Hélicoptère utilitaire          | 3                  |                    |                    |                    |

## Missiles balistiques
- Vector VT-561 Cóndor 2 (es)

## Grades

### Officiers
| Codification OTAN | Insigne | Ejército Argentino  | Equivalent dans l'US Army                  |
| ----------------- | ------- | ------------------- | ------------------------------------------ |
| OF-9              |         | Teniente General    | General                                    |
| OF-8              |         | General de División | Lieutenant General                         |
| OF-7              |         | General de Brigada  | Major General                              |
| OF-6              |         | Coronel Mayor *     | Brigadier General (equivalencia no exacta) |
| OF-5              |         | Coronel             | Colonel                                    |
| OF-4              |         | Teniente Coronel    | Lieutenant Colonel                         |
| OF-3              |         | Mayor               | Major                                      |
| OF-2              |         | Capitán             | Captain                                    |
| OF-1              |         | Teniente            | First Lieutenant                           |
| OF-1              |         | Teniente Primero    | Second Lieutenant (senior)                 |
| OF-D              |         | Subteniente         | Second Lieutenant (junior)                 |

### Hommes du rang
| Codification OTAN | Insigne                           | Ejército Argentino    | Equivalent dans l'US Army |
| ----------------- | --------------------------------- | --------------------- | ------------------------- |
| OR-9              |                                   | Suboficial Mayor      | Sergeant Major            |
| OR-8              |                                   | Suboficial Principal  | Master Sergeant           |
| OR-7              |                                   | Sargento Ayudante     | Sergeant First Class      |
| OR-6              |                                   | Sargento Primero      | Staff Sergeant            |
| OR-5              |                                   | Sargento              | Sergeant                  |
| OR-4              |                                   | Cabo Primero          | Corporal                  |
| OR-3              |                                   | Cabo                  | Private First Class       |
| OR-2              |                                   | Voluntario de Primera | Private E-2               |
| OR-1              |                                   | Voluntario de Segunda | Private E-1               |
| OR-1              | Voluntario de Segunda en Comisión |                       | Private E-1               |